# 슬라이 앤드 로비
슬라이 앤드 로비(영어: Sly and Robbie)는 자메이카의 리듬 섹션이자 프로듀싱 듀오로 레게와 덥 음악 장르의 음악을 주로 한다. 드러머 슬라이 던바와 베이시스트 로비 셰익스피어로 구성되어있으며, 1970년대 중반부터 자메이카에서 많은 전문 아티스트와 협업하였다.

## 경력

### 1970년대
스킨 플레시 앤드 본스라는 밴드에서 드러머로 있던 슬라이 던바와 어그로베이터스라는 밴드에서 베이스를 맡던 로비 셰익스피어는 둘 다 자메이카의 레코드 레이블인 스튜디오 원과 트레저 아일 등과 함께 모타운, 스택스 레코드, 필리 사운드를 좋아했다는 것 등 서로 전반적으로 음악에 대해 같은 생각을 가지고 있다는 것과 레게 프로듀싱에 관심이 있다는 것을 발견하였다. 슬라이는 "내 멘토는 스카탈리레스에 드러머로 있던 로이드 닙이었다. 그리고 나는 부커 T. & 더 M.G.'s의 알 잭슨 주니어, 필라델피아 등도 많이 들었다. 그리고 자메이카의 드러머로는 산타와 칼리, 윈스턴 베넷, 폴 더글라스, 마이키 부 등이 있다. 나는 이 모든 드러머를 존경하고 그들에게서 많은 것을 배웠다. 또한 이 사람들로부터 나는 나만의 스타일을 만들어냈다."라고 밝혔다.
인디펜던트와의 인터뷰에서, 자신들에게 돌파구와 같은 존재의 음반은 마이티 타이아몬즈의 1976년 음반 "Right Time"으로, 이 음반을 통해 그루브와 추진력을 얻게 되었다고 언급하였다.

### 1980년대
1987년에는 펑크와 댄스 장르의 "Rhythm Killers"라는 음반을 발매하였다. 이 음반의 수록된 노래 "Boops (Here to Go)"는 영국 싱글 차트에 12위에 오르기도 하였다.

### 1990년대
1999년, 제41회 그래미상에서 최우수 레게 음반에 "Friends"가 수상하였다.

### 2000년대 ~ 현재
슬라이 앤드 로비는 2000년대 이후부터 마돈나, 밥 딜런, 믹 재거, 롤링 스톤스, 그레이스 존스, 조앤 아머트레이딩, 지우베르투 지우, 조 코커, 마티스야후, 세르주 갱스부르, 심플리 레드, 스팅, 카를로스 산타나, 트리키 등의 가수와 협업하였다. 2005년, 2007년~2009년, 2011년, 2013년~2015년, 2017년에는 그래미 최우수 레게 음반 부문에 후보로 올랐다.

## 디스코그래피
- Language Barrier (1985)
- Rhythm Killers (1987)
- Friends (1998)
- Rhythm Doubles (2006)
- Dubrising (2014)